# Hooglandfynbos en -renosterveld
Het hooglandfynbos en -renosterveld is een WWF-ecoregio. De regio ligt voornamelijk in de Zuid-Afrikaanse provincie West-Kaap in de bergachtige delen daarvan boven 300 m hoogte. Een klein deel ligt in de provincie Oost-Kaap waar het grenst aan de ecoregio van het zuurveldstruikgewas.
Net als in het belendende laagland is de diversiteit en endemie van de flora opmerkelijk groot. De fauna van gewervelde dieren vertoont dat patroon niet echt, maar er is wel een verscheidenheid aan endemische insectensoorten, die grotendeels een overblijfsel is van de fauna van het eertijdse continent Gondwana, waar Afrika een deel van uitmaakte.
Deze ecoregio is minder aangetast door menselijk ingrijpen dan het laagland en bestaat voor 81,5% uit fynbos en 18,5% uit renosterveld.
De hoeveelheid neerslag varieert van 300 tot 2.000 mm per jaar, maar in het noordwesten kan dit plaatselijk tot 3.000 mm oplopen. Aan de kant van de succulenten-Karoo neemt de regenval af tot zo'n 200 mm per jaar. In het westen valt de regen voornamelijk 's winters, maar in het oostelijk deel van de regio valt er ook 's zomers regen. De temperatuur komt zelden boven de 25 C, behalve in enige dalen in het binnenland.
Het gebied telt een aantal bergen en bergruggen zoals: de Tafelberg, Kogelberg, Hottentots-Holland, Du Toits, Slanghoek, Hexrivier, Witsenberg, Groot Winterhoek, Skurwebergen, Koud Bokkeveld, Olifantsrivier, Cederberg, Gifberg en Bokkeveld.
AT0115 Bergwouden · 
AT0116 Kustbossen · 
AT0119 Maputaland · 
AT0708 Kalahari bosland · 
AT0717 Bosveld · 
AT0725 Mopanebosland · 
AT1003 Hoge Drakensbergen · 
AT1004 Lage Drakensbergen

AT1009 Hogeveld · 
AT1012 Pondoland · 
AN1104 Marioneiland · 
AT1201 Zuurveld · 
AT1202 Laag fynbos · 
AT1203 Hoog fynbos · 
AT1309 Kalahari droge savanne · 
AT1314 Nama-Karoo · 
AT1322 Succulenten-Karoo · 
AT1405 Mangrovebossen